# Centro Nacional de Educação Sexual

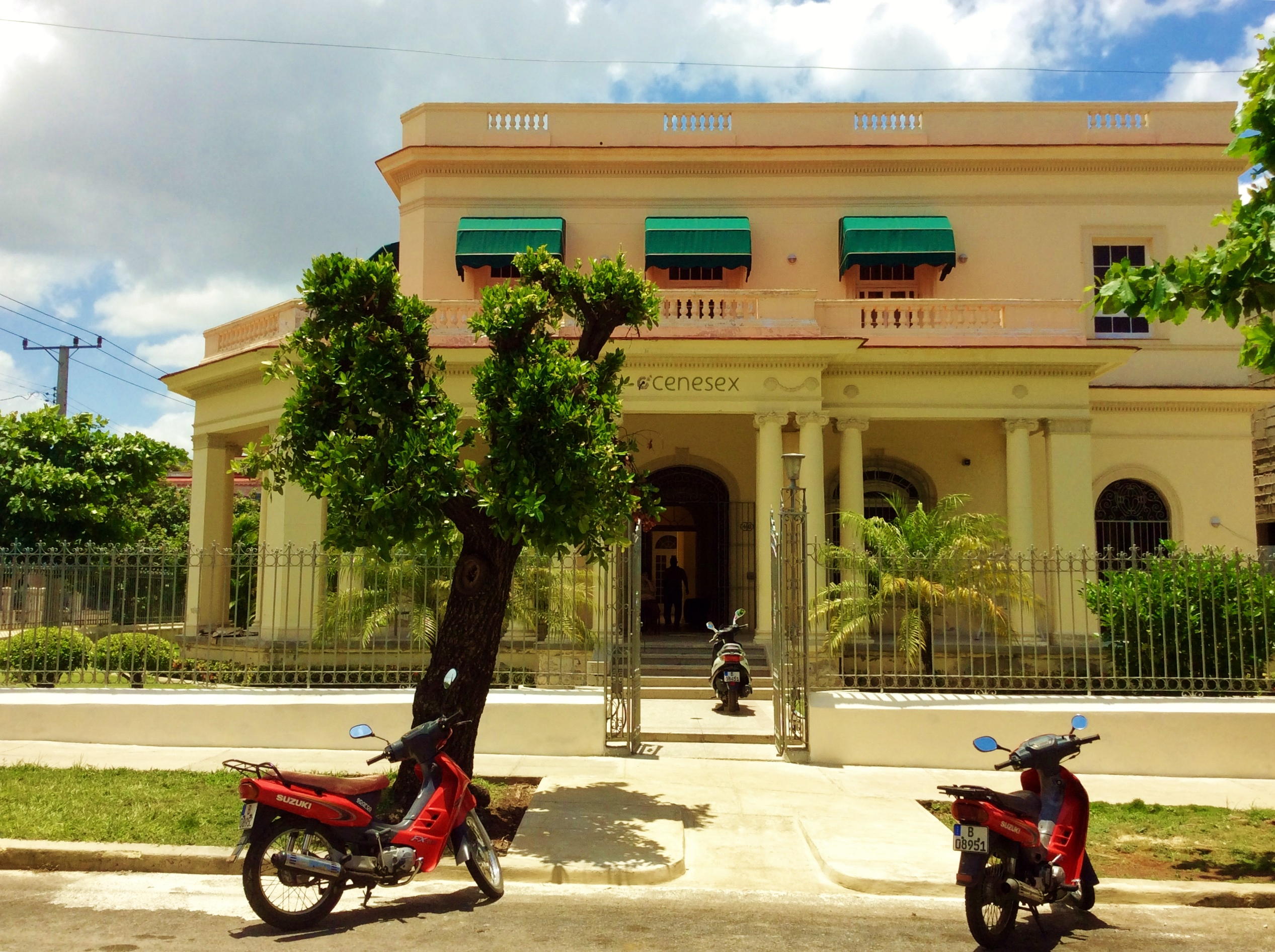
Sede do CENESEX

O Centro Nacional de Educação Sexual (em castelhano:  Centro Nacional de Educación Sexual, CENESEX) é um organismo financiado pelo governo em Cuba. O centro é mais conhecido por defender os direitos LGBT na ilha. O CENESEX sublinha a aceitação da diversidade sexual e tem atraído a atenção internacional nos últimos anos para as suas campanhas pelos direitos das pessoas transgénero, incluindo o reconhecimento da identidade sexual de um indivíduo, independentemente do sexo de nascimento, e o fornecimento de cirurgia de redesignação sexual financiada pelo Estado. A chefe do centro é Mariela Castro, filha do líder cubano Raúl Castro.

## História
Desde a Revolução Cubana, têm havido vários programas nacionais de educação sexual coordenados pela Federação de Mulheres Cubanas e pelo Ministério da Saúde Pública de Cuba. Em 1972, o Grupo Nacional de Trabalho para a Educação Sexual foi fundado como entidade própria para desenvolver e coordenar este tipo de atividades nas instituições e na sociedade cubana. A partir de 1977, assumiu também as tarefas de formação de terapeutas e educadores sexuais, cuidados especializados para transexuais, aconselhamento, e terapia para disfunções sexuais. Em 1989, foi fundado o Centro Nacional de Educação Sexual como sucessor do Grupo Nacional de Trabalho para a Educação Sexual, intensificando o seu trabalho na investigação e formação de profissionais qualificados na área da sexualidade.

## Missão
A missão do CENESEX é contribuir para "o desenvolvimento de uma cultura de sexualidade plena, agradável e responsável, bem como promover o pleno exercício dos direitos sexuais". O centro desempenha um papel primordial na educação relativa à contraceção e à SIDA.
Para além do desenvolvimento de materiais sobre educação sexual e investigação sobre sexualidade humana, as suas principais funções incluem o aconselhamento de instituições cubanas em áreas relacionadas com a sexualidade, orientação sexual, identidade de género e VIH. É o maior precursor de eventos científicos e culturais sobre direitos sexuais na ilha.
O centro impulsionou a aprovação de uma lei que proporcionasse às pessoas transgénero cirurgia de redesignação sexual e terapia de substituição hormonal gratuitas, além de conceder-lhes novos documentos legais de identificação com o seu sexo alterado. Um projeto de lei foi apresentado ao parlamento cubano em 2005. Antes de ser aprovado, foi sugerido que o projeto de lei tornaria Cuba a nação mais progressista da América Latina em questões de género. A medida foi aprovada em junho de 2008.